# Мала Березовиця
Мала́ Березови́ця — село в Україні, у Збаразькій міській громаді Тернопільського району Тернопільської області. Розташоване на річці Гніздечна, на північному заході району. До 2020 підпорядковане Іванчанській сільраді.
Населення — 232 осіб (2013).

## Історія

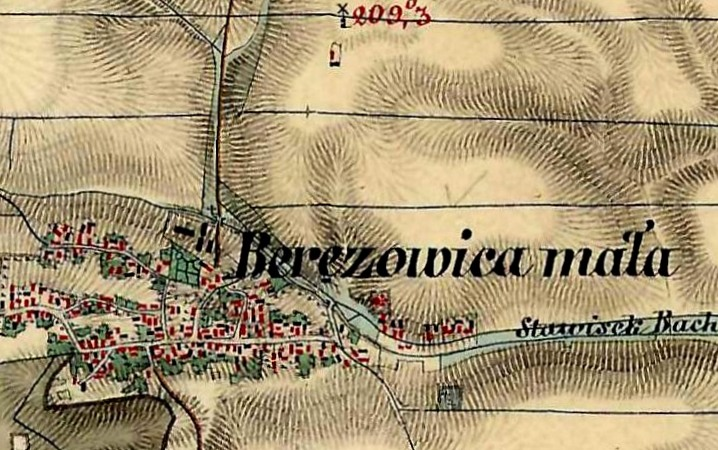
Мала Березовиця на карті 1769 року

Відоме від кінця 18 ст. Назва походить, імовірно, від місця розташування – у березовому лісі.
З відомих дідичів чи табулярних власників знаємо таких: Станіслав Моравський (22.07.1818, 1832 р.), Роман Моравський (Roman Morawski-Gryza de Murawy Laski h. Ślepowron 1845 р.), Станіслав Антоній Моравський Гриза (Stanisław Antoni Morawski-Gryza de Murawy Laski h. Ślepowron), Леонард барон Блажовський (1860 р.), Мечислав Конопацький (1902 р., 1904 р.) 
У 1891 році у селі проживало 831 особа.
У 1890-х рр. функціонували фільварок і корчма. 
1896 р. у селі спорудили костел, знищений під час німецько-радянської війни.
В УГА воювали 15 уродженців села.
Діяло українське товариство «Просвіта».
У 1910 році в селі відкрито пам'ятник Тадеушу Костюшко. Зруйнований у 1919 році.
Протягом 1934–1939 рр. село належало до ґміни Доброводи. 
У 1939 р. село населяло 1180 осіб, серед них 730 поляків та 440 українців.
У березні 1941 р. створили перший колгосп.
У ніч на 23 лютого 1944 р. стали жертвами нападу невідомої озброєної групи 131 селянин польської національності. Убивці говорили російською мовою, убивство було спектакулярно жорстоке. Жертви похоронено в колективній могилі неподалік лісу.
В 2007 році відкрито хрест і дві таблиці з переліком жертв. Напис на хресті: "Пам’ять про похованих тут близько 130 польських мешканців села Мала Березовиця, убитих у ніч з 22 на 23 лютого 1944 року, Нехай спочивають з миром. Уряд Республіки Польща, Родини, 2007.
12 червня 2020 року, відповідно до Розпорядження Кабінету Міністрів України від  № 724-р «Про визначення адміністративних центрів та затвердження територій територіальних громад Тернопільської області», село увійшло до складу Збаразької міської громади.
19 липня 2020 року, в результаті адміністративно-територіальної реформи та ліквідації Збаразького району, село увійшло до складу новоутвореного Тернопільського району.

## Пам'ятки
- Є церква святого Миколая (1902, кам'яна, обновлена у 2012 році)
- Загальнозоологічний заказник місцевого значення Малоберезовицько-Іванчанський заказник

Скульптура святого Миколая
Виготовлена самодіяльними майстрами з каменю. Встановлена 1864 р.
Скульптура — 1,5 м, постамент — 2х1,1х1 м, площа — 0,0009 га.

## Соціальна сфера
Працюють загальноосвітня школа І ступеня, клуб, бібліотека.

## Відомі люди

### Народилися
- Зигмунт Завірський — польський філософ і психолог;
- Флоріян Земялковський (1817—1900) — польський політичний діяч, юрист;
- Адам Лазарович - польський військовик
- Тарас Левків — художник-керамік;[8]
- Мечислав Кромпєц — філософ-томіст;
- Владислав Кубів — інженер-лісівник, який видав книжку «Поляки і українці в Малій Березовиці коло Збаража» (1992, м. Варшава, Польща).

## Галерея

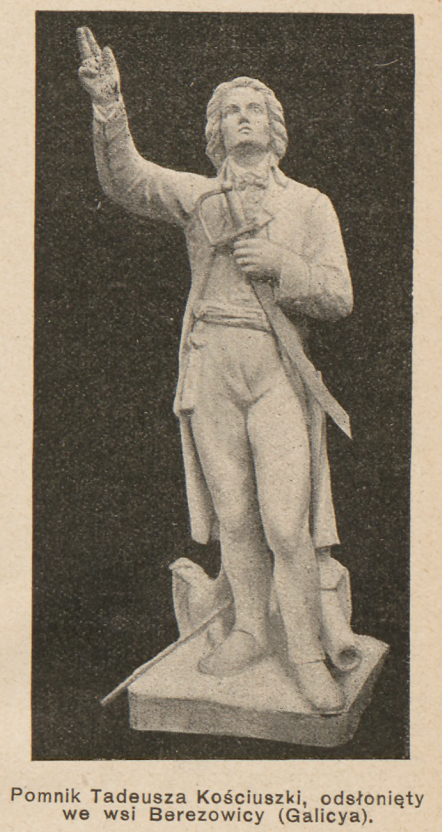
Пам'ятник Тадеушу Костюшко
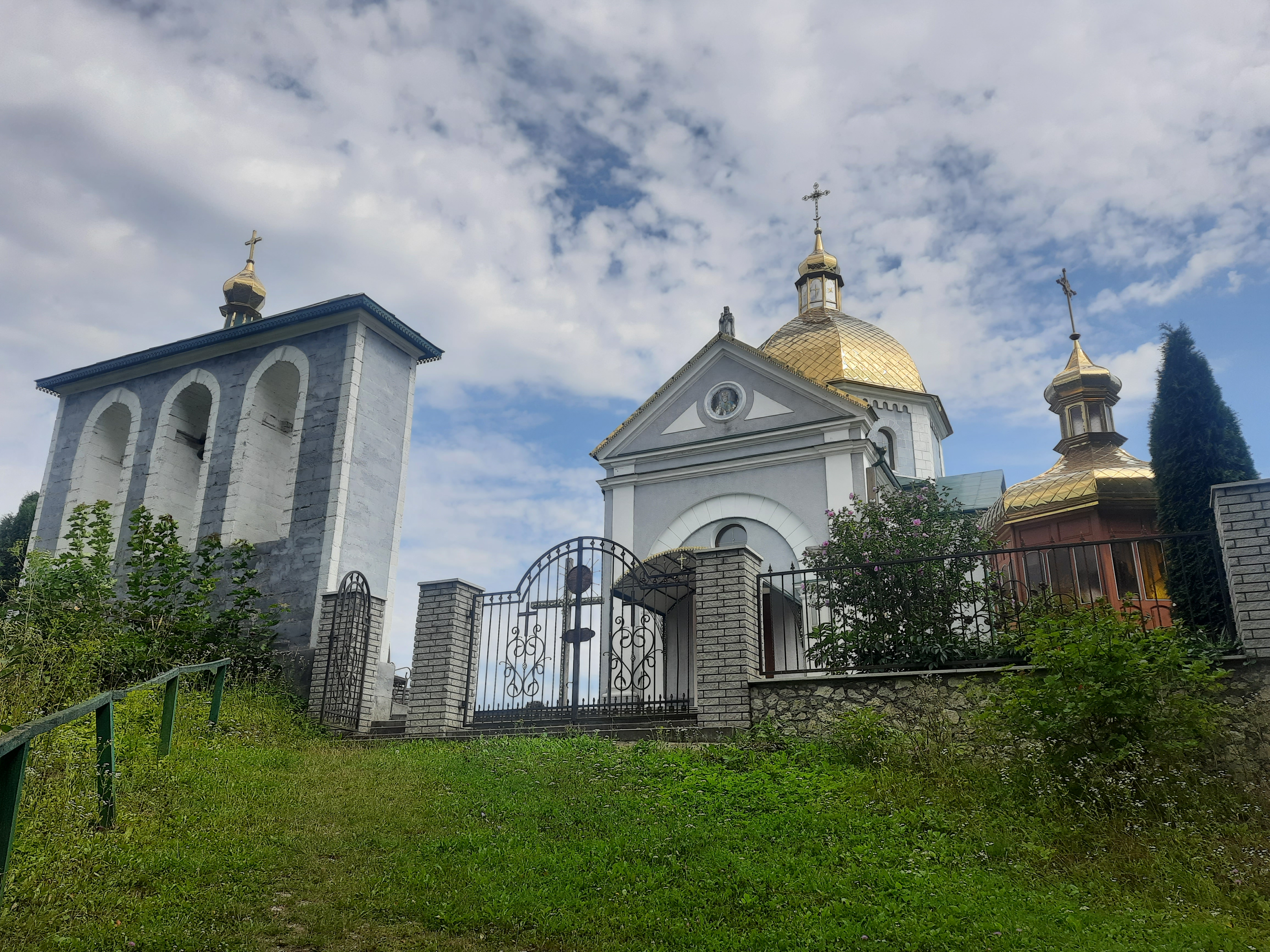
Церква Святого Миколая
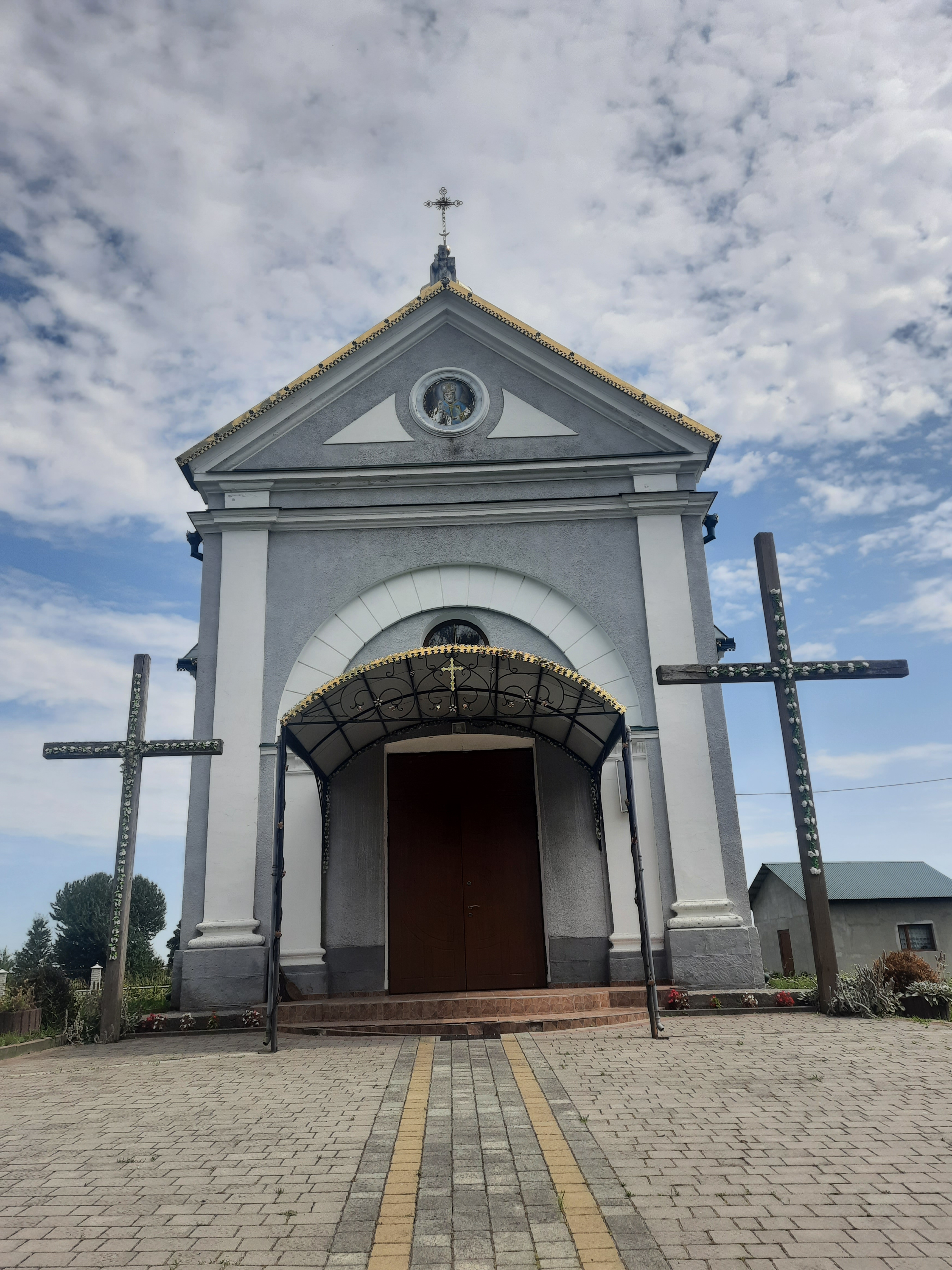
Церква Святого Миколая
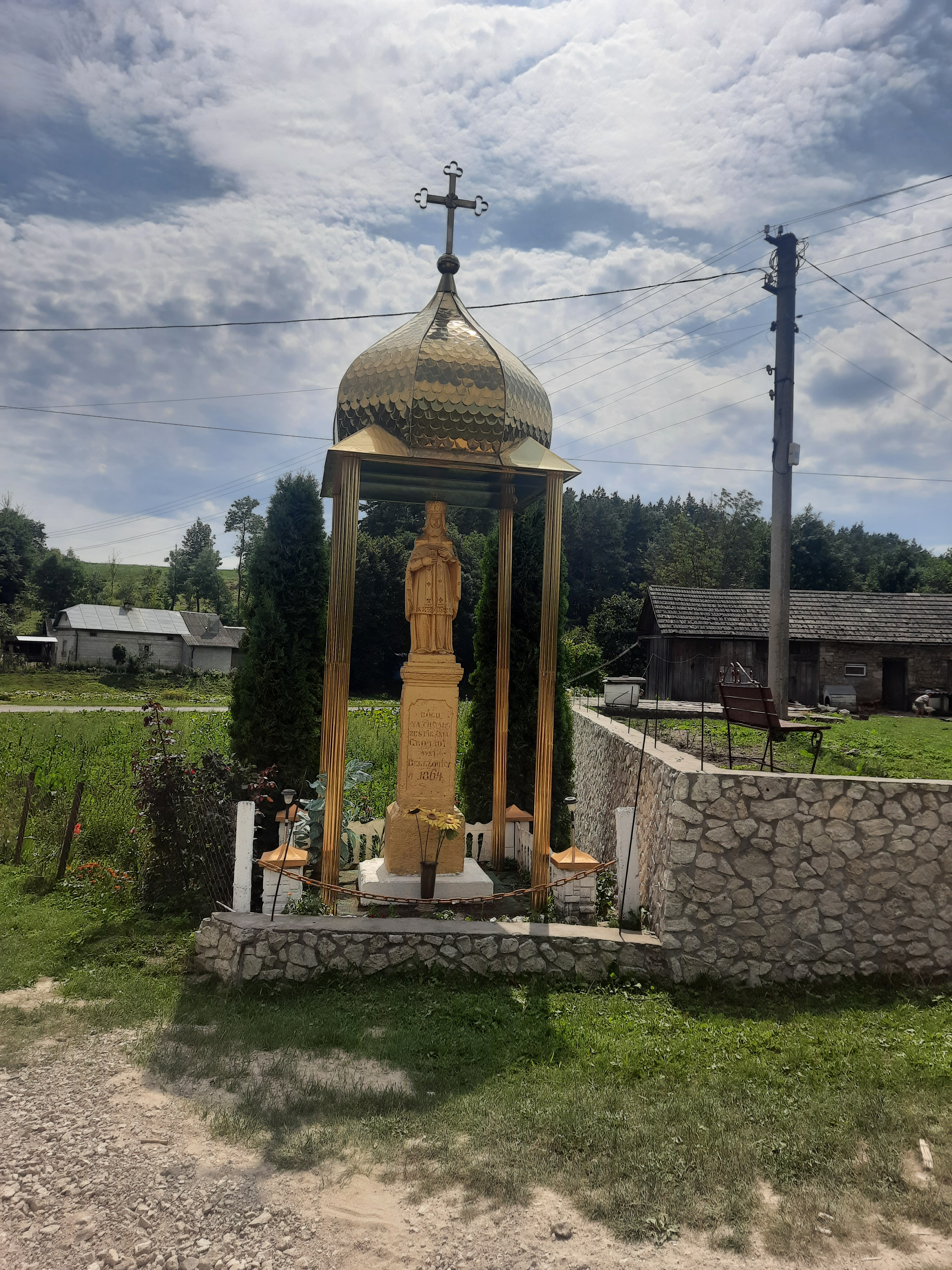
Скульптура Святого Миколая
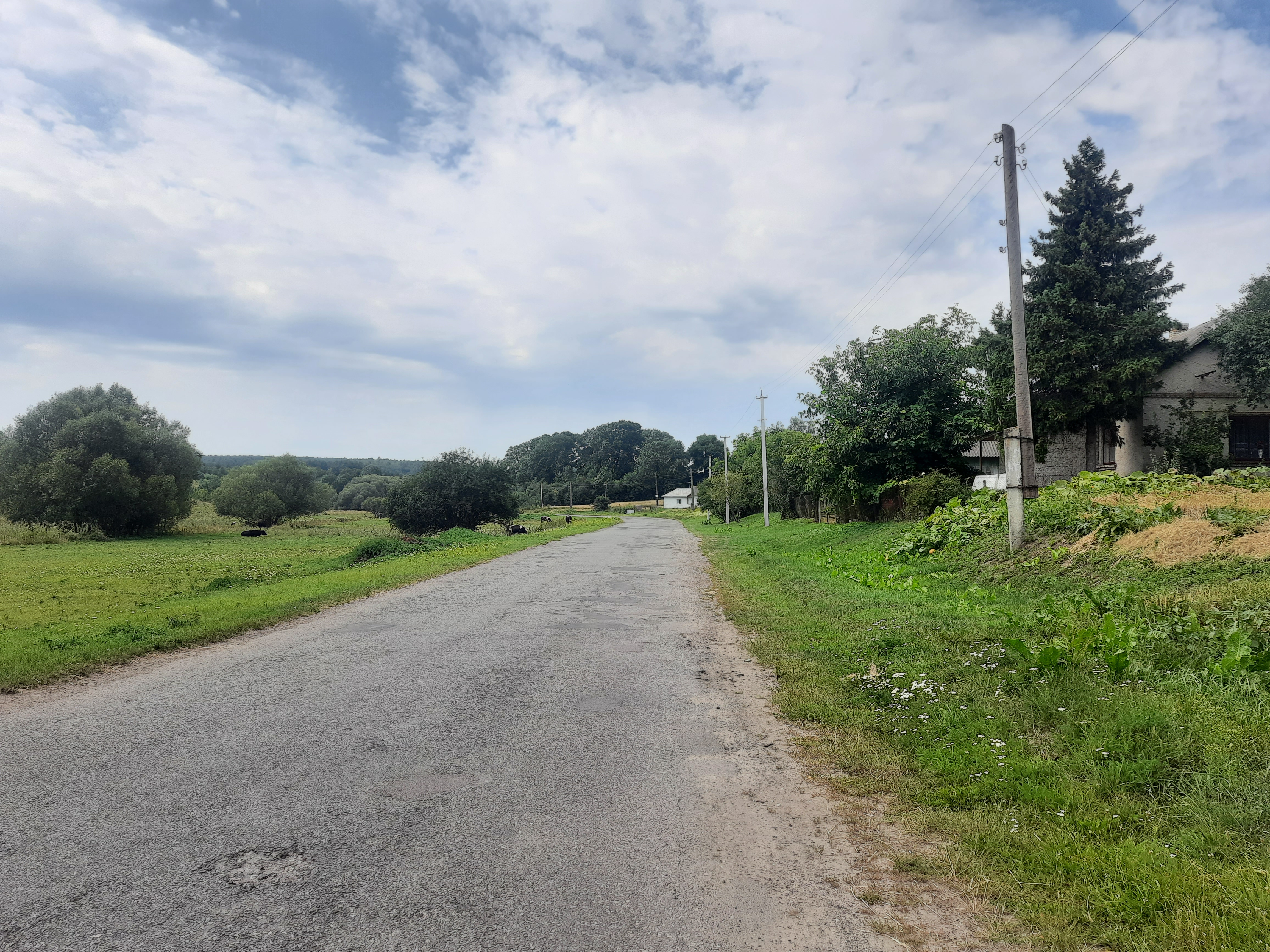
Околиця села
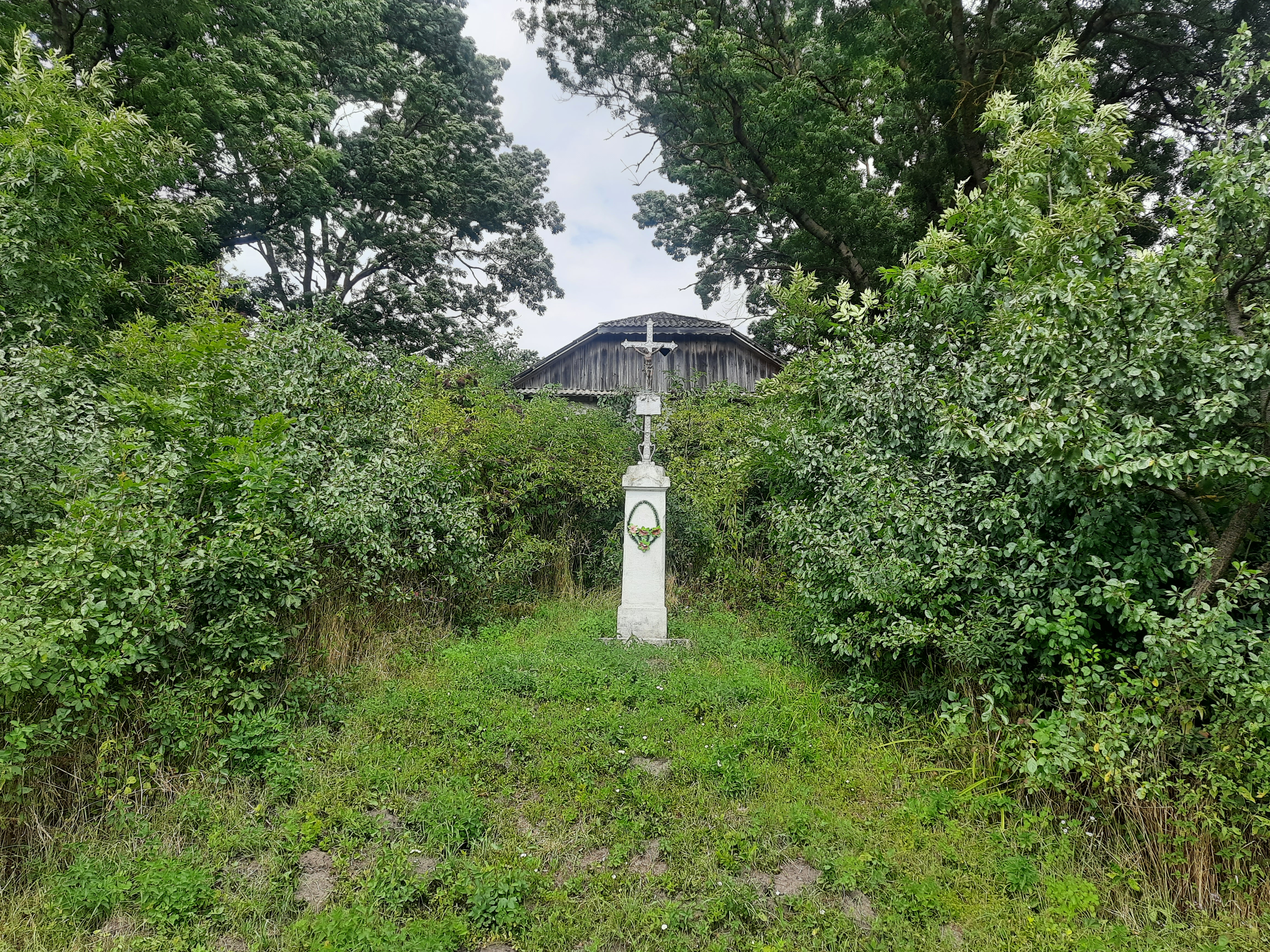
Пам'ятний хрест
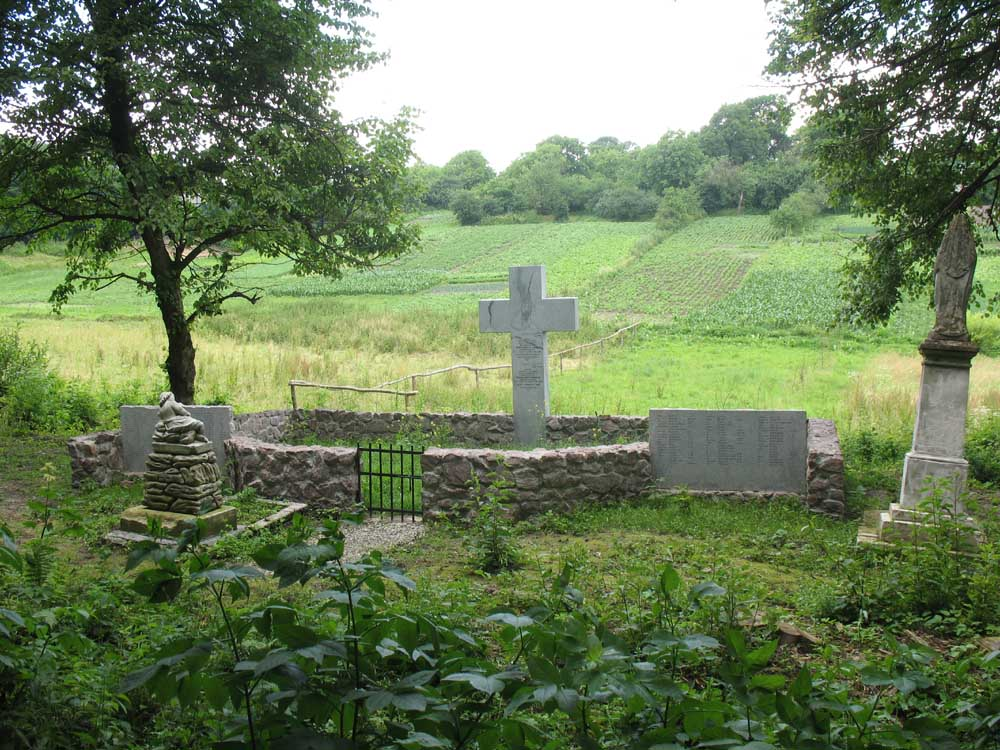
Кладовище